# 李恩实
李恩实（韓語：이은실，1976年12月25日—），韩国女子乒乓球运动员。她曾在2004年雅典奥运会中，联同石恩美获得女子乒乓球比赛双打银牌。她也曾在世界乒乓球锦标赛获得三枚铜牌。